# Маја Радованлија
Маја Радованлија (Београд, 27. септембар 1975) српска је и америчка музичарка (гитаристкиња) и наставница музике из Минеаполиса, држава Минесота, САД.

## Биографија
Рођена је у главном граду Србије, тада и Југославије. Tаленат за музику је показала рано, већ као деветогодишњакиња. Тада је освајала разне награде на музичким фестивалима и натецањима широм земље, а док је похађала Музичку школу „Јосип Славенски” заузела је друго место на Међународном такмичењу „Петар Коњовић” у Београду, извела свој први солистички наступ и учестовала у шоу-програму класичне музике Радио-телевизије Београд. Не заустављајући се само на класици, похађала је и радионице које је водио џез музичар Војин Драшкоци.
Основне студије музике (класичне гитаре) завршила је на Универзитету у Београду, у класи професора Срђана Тошића. Под његовим менторством заузела је прво место на међународном музичком фестивалу у Ћустендилу, у Бугарској. Интензивно је наступала, соло и у оквиру камерних састава, у европским, блискоисточним и северноафричким земљама.
Звање мастера и доктора музике стекла је на Универзитету Индијана у Блумингтону. У Индијани је студирала у класи аргентинског гитаристе Ернеста Битетија (шп. Ernesto Bitetti) и британског лаутисте Најџела Нортија (енгл. Nigel North). Њене постдипломске студије обележило је и освајање другог места на латиноамеричком музичком такмичењу, које јој је обезбедило и место на дуплом компилацијском компакт-диск у издању Латиноамеричког музичког центра Универзитета у Индијани.
Маја Радованлија је од 2006. до 2011. године радила као инструкторка гитаре у Џејкобовој музичкој школи Универзитета Индијана, а од 2011. је део наставничког кадра Колеџa слободних вештина Универзитета у Минесоти, на којем предаје гитару.
Њен уметнички стил и извођачки мозаик чине дела од ране музике преко барока и музике XX века па до најсавременијих мелодија, укључујући и експериментални звук. У време средњошколског образовања привлачио ју је џез и импровизација коју он са собом носи. Свирајући са камерним ансамблима наставила је да спаја класичну са џез музиком. Интересује се за ширење репертоара за гитару и сродне инструменте, попут барокне гитаре или теорбе.
Изводила је дела бројних композитора, попут Дона Фројнда (енгл. Don Freund), Арона Траверса (енгл. Aaron Travers), Кларисе Асад (енгл. Clarice Assad), Душана Богдановића, Војислава Ивановића, Леа Броувера (енгл. Leo Brouwer) и др. Неретко свира и сопствене аранжмане традиционалних песама са Балкана.
Увршћена је у „Енциклопедију националне дијаспоре”, коју уређује Иван Калаузовић Иванус.
Осим енглеског, говори и руски језик, а служи се италијанским и шпанским.